# Comuna Scorțeni, Prahova
Scorțeni este o comună în județul Prahova, Muntenia, România, formată din satele Bordenii Mari, Bordenii Mici, Mislea, Sârca și Scorțeni (reședința).

## Așezare
Comuna se află în zona central-vestică a județului, la interferența dintre dealurile de pe malul stâng al Prahovei și câmpia piemontană de la sud de Câmpina. Ea acoperă în principal bazinul hidrografic de pe cursul superior al râului Mislea. Prin comună trece șoseaua județeană DJ100D, care duce spre vest la Bănești (unde se termină în DN1) și spre est la Cocorăștii Mislii și la orașul Plopeni. La Scorțeni, din acest drum se ramifică DJ215, care duce către Băicoi (terminându-se în același DN1), iar la Mislea, DJ100D se intersectează cu DJ100E, drum ce duce spre sud tot la Băicoi, iar spre nord la Telega și Câmpina.

## Demografie
Componența etnică a comunei Scorțeni
     Români (92,22%)
     Alte etnii (0,06%)
     Necunoscută (7,73%)
Componența confesională a comunei Scorțeni
     Ortodocși (90,54%)
     Alte religii (1,14%)
     Necunoscută (8,32%)
Conform recensământului efectuat în 2021, populația comunei Scorțeni se ridică la 5.087 de locuitori, în scădere față de recensământul anterior din 2011, când fuseseră înregistrați 5.634 de locuitori. Majoritatea locuitorilor sunt români (92,22%), iar pentru 7,73% nu se cunoaște apartenența etnică. Din punct de vedere confesional, majoritatea locuitorilor sunt ortodocși (90,54%), iar pentru 8,32% nu se cunoaște apartenența confesională.

## Politică și administrație
Comuna Scorțeni este administrată de un primar și un consiliu local compus din 15 consilieri. Primarul, Iulian-Constantin Barbu[*], de la Partidul Național Liberal, este în funcție din octombrie 2020. Începând cu alegerile locale din 2024, consiliul local are următoarea componență pe partide politice:
|  | Partid                          | Consilieri | Componența Consiliului | Componența Consiliului | Componența Consiliului | Componența Consiliului | Componența Consiliului | Componența Consiliului |
|  | ------------------------------- | ---------- | ---------------------- | ---------------------- | ---------------------- | ---------------------- | ---------------------- | ---------------------- |
|  | Partidul Național Liberal       | 6          |                        |                        |                        |                        |                        |                        |
|  | Partidul Social Democrat        | 5          |                        |                        |                        |                        |                        |                        |
|  | Alianța pentru Unirea Românilor | 2          |                        |                        |                        |                        |                        |                        |
|  | Partidul România în Acțiune     | 1          |                        |                        |                        |                        |                        |                        |
|  | Forța Dreptei                   | 1          |                        |                        |                        |                        |                        |                        |

## Clima
Topoclimatul acestui sector în care se află Scorțeni are un caracter de adăpost, atât față de circulația vestică, cât și față de pătrunderea crivățului din nord-est. Bat vânturi cu caracter de foehn.
Temperatura medie multianuală este +9,5 °C. Maxima pozitivă a verii a fost de +37,1 °C înregistrată în luna iulie a anului 2000, iar valoarea minima de -21 °C, în luna ianuarie a anului 2002.
Amplitudini termice extreme absolute în oraș: 64,4 °C.
Regimul precipitațiilor este de 500 - 700 mm/an.
Numărul anual de zile senine: 160-180; viteza medie a vântului: 1,5 m/s; valoarea coeficientului solar, Ks = 0,32; intensitatea izoseismică: 7.

## Istorie
În secolul al XIX-lea, comuna Scorțeni făcea parte din plaiul Prahova al județului Prahova, fiind formată din satele Scorțeni (sat moșnenesc) și Mislea (sat de țărani împroprietăriți la 1864 pe moșia statului Vatra Mănăstirii Mislea). Comuna avea 1474 locuitori și pe teritoriul ei funcționau o școală frecventată de 48 de elevi, două biserici ortodoxe (una în fiecare sat) și un penitenciar pentru minori. În comuna Scorțeni s-a aflat până în 1883, când a ars complet, mănăstirea Mislea, penitenciarul pentru minori funcționând într-o clădire reconstruită a acesteia. În vecinătatea ei, exista și comuna Bordeni, formată din satele Bordenii Mari, Bordenii Mici și Sârca, toate sate de moșneni, având în total 1318 locuitori. În această comună existau o școală de la jumătatea secolului, cu 25 de elevi (din care 3 fete), și două biserici — una în Bordenii Mari, zidită de către frații Bordeanu (Ioan, logofăt și Sterie, pitar) în 1841; și a doua fondată de enoriași la sfârșitul secolului al XVIII-lea.
În perioada interbelică, cele două comune erau arondate plășii Prahova din județul Prahova, fiind o importantă regiune petroliferă; comuna Bordeni avea 2896 de locuitori, iar comuna Scorțeni avea 1687 de locuitori și pe teritoriul ei funcționau 514 sonde petrolifere în 1925. Satul Mislea s-a separat în 1931 de Scorțeni, formând, temporar, împreună cu satul Urleta, comuna Mislea.
În 1950, comunele Bordeni, Mislea și Scorțeni au fost incluse în raionul Câmpina din regiunea Prahova și apoi, din 1952, regiunea Ploiești. În 1968, județul Prahova s-a reînființat, comuna Bordeni fiind desființată și inclusă în comuna Scorțeni, iar comuna Mislea împărțită între comunele Bănești (satul Urleta) și Scorțeni (satul Mislea).

## Monumente istorice
În comuna Scorțeni se află trei monumente istorice de arhitectură de interes național: biserica de lemn „Sfinții Arhangheli Mihail și Gavriil” (secolul al XIX-lea), strămutată din satul Olari și aflată acum în cimitirul din Bordenii Mici; biserica „Cuvioasa Paraschiva” (1730, reconstruită în 1820) din Scorțeni; și fosta mănăstire Mislea (secolul al XVI-lea), ansamblu alcătuit din beciurile casei domnești, ruinele chiliilor de pe latura de est a incintei și din zidurile celor două incinte.

## Personalități născute aici
- George V. Grigore (n. 1961), actor.